# Alta Luz, Puebla
Alta Luz är en ort i Mexiko.   Den ligger i kommunen Quimixtlán och delstaten Puebla, i den sydöstra delen av landet, 210 km öster om huvudstaden Mexico City. Alta Luz ligger 2 647 meter över havet och antalet invånare är 195.
Terrängen runt Alta Luz är bergig västerut, men österut är den kuperad. Terrängen runt Alta Luz sluttar österut. Runt Alta Luz är det ganska glesbefolkat, med 36 invånare per kvadratkilometer. Närmaste större samhälle är Tlanalapan, 11,7 km väster om Alta Luz. I omgivningarna runt Alta Luz växer i huvudsak blandskog.